# Hakan Şükür
Hakan Şükür (tiếng Albania: Shykyr; sinh ngày 1 tháng 9 năm 1971) là một cựu cầu thủ bóng đá chuyên nghiệp người Thổ Nhĩ Kỳ thi đấu ở vị trí tiền đạo cắm. Có biệt danh là "Bò mộng Bosphorus" và Kral (vua), ông đã dành phần lớn sự nghiệp chuyên nghiệp của mình với Galatasaray, ba lần Gol Kralı (Goal King, danh hiệu và giải thưởng được trao cho cầu thủ ghi bàn hàng đầu hàng năm của Süper Lig), đại diện cho câu lạc bộ trong ba giai đoạn khác nhau và giành được tổng cộng 14 danh hiệu lớn.
Şükür đã đại diện cho Thổ Nhĩ Kỳ tổng cộng 112 lần, ghi được 51 bàn thắng, trở thành cầu thủ ghi bàn hàng đầu của quốc gia và hạng 19 thế giới vào thời điểm ông giải nghệ. Là một trong những tiền đạo ghi nhiều bàn thắng nhất trong kỷ nguyên hiện đại, ông đã ghi 383 bàn thắng trong suốt sự nghiệp cấp câu lạc bộ của mình cũng như bàn thắng nhanh nhất từ trước đến nay tại World Cup, vào năm 2002. Ông đã giã từ bóng đá vào năm 2008.
Trong cuộc Tổng tuyển cử năm 2011, ông được bầu làm nghị sĩ Istanbul cho Đảng Công lý và Phát triển. Ông đã từ chức khỏi đảng vào tháng 12 năm 2013, để phục vụ với tư cách là chính khách độc lập. Ông bị truy nã ở Thổ Nhĩ Kỳ kể từ tháng 8 năm 2016 vì là thành viên của phong trào Gülen và đã sống lưu vong ở Hoa Kỳ từ giữa năm 2016.

## Sự nghiệp quốc tế
Şükür có lần đầu tiên khoác áo Thổ Nhĩ Kỳ trong trận giao hữu với Luxembourg vào tháng 3 năm 1992 – trận ra mắt của ông được trao bởi huấn luyện viên người Đức Sepp Piontek – ghi bàn thắng quốc tế đầu tiên trong trận đấu tiếp theo, trước Đan Mạch, và ghi tổng cộng sáu bàn trong 11 lần ra sân đầu tiên. Ông ghi bảy bàn vòng loại cho UEFA Euro 1996 và đá chính tất cả các trận tại vòng chung kết ở Anh, trong đó họ bị loại ở vòng bảng mà không ghi nổi một bàn thắng nào.
Şükür đã ghi tám bàn tại vòng loại cho FIFA World Cup 1998: một nửa số đó trong chiến thắng 6–4 trên sân nhà trước Wales vào ngày 20 tháng 8 năm 1997, nhưng Thổ Nhĩ Kỳ đã không lọt vào vòng play-off. Tại Euro 2000, ông ghi hai bàn cho đội vào tứ kết, trong chiến thắng 2–0 ở vòng bảng trước đội đồng chủ nhà Bỉ.
Tại FIFA World Cup 2002, được tổ chức tại Hàn Quốc và Nhật Bản, Şükür đã ghi một bàn cho Thổ Nhĩ Kỳ trong bảy trận đấu, khi đội tuyển quốc gia kết thúc ở vị trí thứ ba. Vào ngày 29 tháng 6, anh ghi bàn thắng nhanh nhất chưa từng có tại FIFA World Cup, vào lưới Hàn Quốc 10,8 giây trong trận play-off tranh hạng ba, mà Thổ Nhĩ Kỳ đã giành chiến thắng 3–2.
Trong số 112 lần ra sân cấp cao của ông, Şükür đeo băng đội trưởng Thổ Nhĩ Kỳ ở tuổi ba mươi. Sau khi xuất hiện ở một số Vòng loại Euro 2008, đáng chú ý là ghi bốn bàn vào lưới Moldova trong chiến thắng 5–0 trước Frankfurt, Đức, ông không được chọn vào vòng chung kết, trận đấu cuối cùng của ông là trận thua 0–1 trên sân nhà trước Hy Lạp ở tuổi 36 (17 tháng 10 năm 2007).

## Đời tư
Şükür có nguồn gốc Albania. Cha mẹ anh đều là người nhập cư từ Nam tư, cha ông sinh ra ở Pristina, và mẹ ông ở Skopje. Họ của ông được đánh vần là "Shykyr" trong tiếng Albania. Người vợ đầu tiên của ông, Esra Elbirlik, kết hôn với ông trong một buổi lễ được truyền hình trực tiếp, được khởi xướng bởi Thủ tướng Tansu Çiller và được thực hiện bởi Thị trưởng Istanbul Recep Tayyip Erdoğan.
Cặp đôi ly hôn sau bốn tháng, Elbirlik và gia đình cô ấy chết trong trận động đất ở İzmit năm 1999. Şükür có ba người con với người vợ thứ hai, Beyda. Năm 2010, sân vận động bóng đá Sancaktepe được đặt theo tên ông. Vào tháng 4 năm 2014, tên của ông lại bị xóa.

## Chính trị
Vào ngày 18 tháng 6 năm 2011, Şükür đã được bầu làm nghị sĩ quốc hội vào Hội nghị Đại quốc dân Thổ Nhĩ Kỳ trong cuộc Tổng tuyển cử năm 2011, từ Đảng Công lý và Phát triển (AKP), đại diện cho khu vực bầu cử thứ 2 của Tỉnh Istanbul.
Vào ngày 16 tháng 12 năm 2013, Şükür, được biết đến với mối liên hệ với phong trào Gülen Hồi giáo của giáo sĩ Thổ Nhĩ Kỳ Fethullah Gülen, đã từ chức để phản đối sau sự ngăn cấm của hệ thống "dershane" của nhóm, và quyết định tiếp tục làm việc với tư cách là một nghị sĩ độc lập. Sau đó, ông tiếp tục làm chuyên gia bóng đá cho Tập đoàn Phát thanh và Truyền hình Thổ Nhĩ Kỳ.

## Truy tố và đày ải
Vào tháng 2 năm 2016, Şükür bị buộc tội xúc phạm tổng thống Recep Tayyip Erdoğan trên Twitter. Vào tháng 8, lệnh bắt giữ ông được ban hành vì ông bị buộc tội là thành viên của phong trào Gülen, được chỉ định là một tổ chức khủng bố ở Thổ Nhĩ Kỳ.
Şükür trốn khỏi Thổ Nhĩ Kỳ vào tháng 11 năm 2017, sống lưu vong ở San Francisco, California và dự định trở thành chủ nhà hàng ở Palo Alto. Ông bỏ nghề vì "người lạ cứ vào bar".
Vào tháng 1 năm 2020, Şükür nói với Welt am Sonntag của Đức rằng ông đang làm tài xế Uber và bán sách ở Hoa Kỳ. Ông cũng nói rằng nhà cửa, cơ sở kinh doanh và tài khoản ngân hàng của ông ở Thổ Nhĩ Kỳ đã bị chính phủ tịch thu.
Chính phủ Thổ Nhĩ Kỳ dường như vẫn rất nhạy cảm với chủ đề này. Vào tháng 12 năm 2022 trong buổi phát sóng của TRT của trận đấu World Cup giữa Canada và Maroc, bình luận viên Alper Bakircigil đã bình luận về bàn thắng ở phút thứ tư của Hakim Ziyech về kỷ lục do Şükür nắm giữ, người đã ghi bàn thắng nhanh nhất trong lịch sử World Cup với 10,8 giây, trong trận tranh hạng ba với Hàn Quốc tại World Cup 2002. Anh ta đã bị loại khỏi chương trình phát sóng vào giờ nghỉ giữa hiệp và bị đuổi việc vào cuối ngày hôm đó. Các tài khoản tin tức suy đoán rằng việc anh bị sa thải là do chủ của anh ta (TRT do nhà nước điều hành) phản ứng với việc nhắc đến cái tên này.

## Danh mục
- Sarıçiçek, Hasan (2006). Kral Hakan Şükür: Bir Kral'ın Entrikaları Alt Üst Eden Başarı Öyküsü (bằng tiếng Thổ Nhĩ Kỳ). Biyografi.net Publications. ISBN 9789750039430.
- Tuncay, Bülent (2002). Galatasaray Tarihi: Avrupa Zaferleriyle Unutulmaz Yıldızlarıyla (bằng tiếng Thổ Nhĩ Kỳ). Yapı Kredi Yayınları. ISBN 9750804546.